# Alzou
L'Alzou è un fiume francese che scorre nel dipartimento dell'Aveyron (Occitania). Non va confuso con l'omonimo fiume, affluente dell'Ouysse.

## Geografia
L'Alzou nasce nella parte meridionale del Massiccio Centrale presso Goutrens e dopo un percorso di 44,2 chilometri confluisce nell'Aveyron presso Villefranche-de-Rouergue.

## Principali comuni attraversati
- Goutrens (sorgente), Anglars-Saint-Félix, Brandonnet, Maleville, Villefranche-de-Rouergue (confluenza)

## Principali affluenti
- Riou Nègre, (5,4 km)
- Alze (8,8 km)
- Alzure (9,2 km)
- Argous (12,3 km)

## Idrologia
L'Alzou è un fiume poco regolare. La sua portata è stata osservata per un periodo di 67 anni (1942-2008), a Villefranche-de-Rouergue, città del dipartimento dell'Aveyron situata al livello della sua confluenza con l'Aveyron. La superficie studiata è di 199 km2.
Il modulo del fiume a Villefranche-de-Rouergue è di 2,50 m3/s.
L'Alzou presenta delle fluttuazioni stagionali di portata molto marcate. Le piene hanno luogo in inverno e in primavera e si caratterizzano con portate mensili medie che vanno da 3,25 a 5,25 m3/s, da dicembre ad aprile incluso (con un massimo abbastanza netto in febbraio). A partire dal mese di marzo tuttavia, la portata diminuisce dolcemente fino al periodo di magra dell'estate che si verifica da luglio a settembre, comportante una magra di portata mensile media fino al valore minimo di base di 0,236 m3/s nel mese di agosto. Ma queste medie mensili nascondono fluttuazioni più pronunciate su brevi periodi o secondo le annate.